# McGregor (Minnesota)
McGregor és una població dels Estats Units a l'estat de Minnesota. Segons el cens del 2000 tenia 404 habitants.

## Demografia
Segons el cens del 2000, McGregor tenia 404 habitants, 182 habitatges, i 105 famílies. La densitat de població era de 79,2 habitants per km².
Dels 182 habitatges en un 27,5% hi vivien nens de menys de 18 anys, en un 39,6% hi vivien parelles casades, en un 14,3% dones solteres, i en un 41,8% no eren unitats familiars. En el 39,6% dels habitatges hi vivien persones soles el 22% de les quals corresponia a persones de 65 anys o més que vivien soles. El nombre mitjà de persones vivint en cada habitatge era de 2,22 i el nombre mitjà de persones que vivien en cada família era de 2,93.
Per edats la població es repartia de la següent manera: un 26,7% tenia menys de 18 anys, un 9,9% entre 18 i 24, un 20,8% entre 25 i 44, un 21,5% de 45 a 60 i un 21% 65 anys o més.
L'edat mediana era de 38 anys. Per cada 100 dones de 18 o més anys hi havia 83,9 homes.
La renda mediana per habitatge era de 24.318 $ i la renda mediana per família de 30.625 $. Els homes tenien una renda mediana de 27.125 $ mentre que les dones 16.607 $. La renda per capita de la població era de 13.167 $. Entorn del 6,8% de les famílies i el 13,7% de la població estaven per davall del llindar de pobresa.

## Poblacions properes
El següent diagrama mostra les poblacions més properes.